# 東京臨海副都心建設
東京臨海副都心建設株式会社（とうきょうりんかいふくとしんけんせつ）は、かつて存在した、東京都などが出資する第三セクター会社である。現在は株式会社東京テレポートセンターに吸収合併されている。

## 概要
東京都の「臨海部副都心開発基本計画」（1988年3月策定）に基づき、東京臨海副都心の都市基盤施設整備やビルの賃貸などを目的に1988年11月に設立された。
東京臨海副都心建設、東京テレポートセンター及び竹芝地域開発の3社は、1998年度から建物を一括で10年間賃貸借するサブリース契約を締結するなど、東京テレポートセンターに事業を集約化し、東京都は、1998年度に30億円を20年間無利子で一括償還の条件で、協定に基づき臨海副都心地域の都市基盤整備工事費等の「臨海都市基盤整備貸付金」を1999年度末までに約3621億1580万円、それぞれ貸し付けた。
2006年5月12日に東京テレポートセンター、竹芝地域開発とともに3社は民事再生手続き開始を東京地裁に申請した。負債総額は約3800億円で、東京都と金融機関に2050億円の債権放棄を求め、東京都などの出資金合計546億円も100パーセント減資する。債務を圧縮した後、株式会社東京テレポートセンターに吸収合併され、新たに設立された持株会社の「株式会社東京臨海ホールディングス」の完全子会社となっている。

## 沿革
- 1988年11月28日 会社を設立。
- 1998年4月 東京テレポートセンター、竹芝地域開発と事業を統合し、竹芝地域開発とともに事業を東京テレポートセンターへ委託した。
- 2006年5月12日 東京テレポートセンター、竹芝地域開発とともに民事再生手続き開始を東京地裁に申請した。
- 2007年4月1日 3社が合併し、東京臨海副都心建設は存続会社の東京テレポートセンターに吸収された。

## 会社概要
- 代表取締役社長 : 川﨑裕康
- 本社 : 東京都江東区有明3-1-25（廃止当時）
- 資本金 : 220億円
- 常勤役員数 : 1人
- 常勤職員数 : 0人
- 都派遣職員数 : 0人
- 所管 : 東京都港湾局
- 都出資比率 : 114億4000万円（52％）

## 事業概要
- ビルの賃貸・維持管理
  - 台場フロンティアビルの管理運営（東京テレポートセンターへ移譲）
  - 青海フロンティアビルの管理運営（同上）
  - 有明フロンティアビルの管理運営（同上）
- 施設の管理運営
  - 海上公園の維持管理（平成9年度まで東京臨海副都心建設が都から受託、平成10年度から東京テレポートセンターが受託）
  - 共同溝の維持管理（同上）
  - 未処分地、駅前広場（同上）

以上2つの事業は1998年に東京テレポートセンターへ委託された。

## 経営状況
1997年度に債務超過に陥り、2004年3月期の当期損失は約6億3500万円、累積損失は約417億400万円、債務超過は約190億7000万円、長期借入金は138億900万円である。